# Hlava vlády

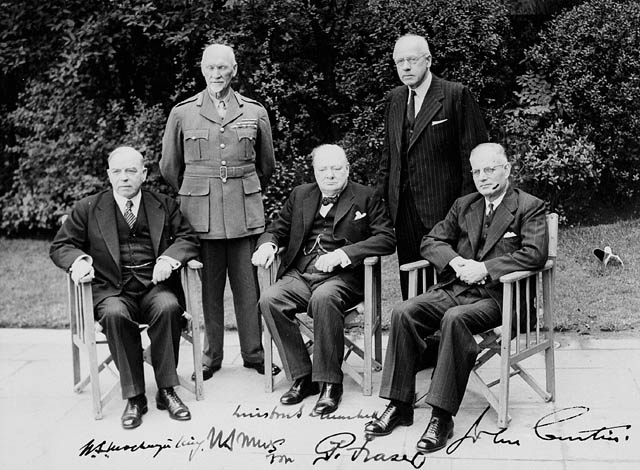
Hlavy vlád pěti členských státu Commonwealthu na setkání v roce 1944.

Hlava vlády je termín užívaný pro nejvyššího nebo druhého nejvyššího představitele exekutivy suverénního státu nebo jednotky federativního státu, který řídí vládu. Užívá se kvůli odlišení od hlavy státu. Vztah mezi hlavou vlády a dalšími státními institucemi (jako hlavou státu) se může lišit na základě modelu vlády.
V parlamentním systému je hlava vlády de facto politickým lídrem státu a je odpovědná parlamentu (nebo jen jedné jeho komoře). Hlava státu často funguje jako skutečný šéf exekutivy pouze při některých specifických úkolech stanovených ústavou, např. pokud jí hlava vlády navrhne členy vlády ke jmenování.
V prezidentských systémech nebo v absolutistických monarchiích je hlava státu obvykle i hlavou vlády. Vztah mezi takovou hlavou státu i vlády se může lišit (od dělby moci až po autokracii) v závislosti na ústavě a ústavních zvyklostech daného státu.
V poloprezidentských systémech může být hlava vlády odpovědná hlavě státu i parlamentu. Například v páté Francouzské republice prezident jmenuje premiéra, ale musí vybrat takovou osobu, která může získat podporu v Národním shromáždění. Pokud Národní shromáždění ovládá opozice, prezident musí zvolit jejího představitele a nastane kohabitace.
Běžně používaným označením hlavy vlády je premiér, ale označení se v různých státech může lišit. Například ve Spolkové republice Německo je to spolkový kancléř, v Irské republice taoiseach, v Sovětském svazu, ve třetí Polské republice a dalších státech předseda Rady ministrů, ve Skotsku první ministr.